# كورت ماكنزي
كورت ماكنزي (بالإنجليزية: Curtis McKenzie)‏ هو سياسي أمريكي، ولد في 9 فبراير 1969 في كورفاليس في الولايات المتحدة. حزبياً، نشط في الحزب الجمهوري. وقد انتخب عضو مجلس ولاية أيداهو.

## وصلات خارجية
- الموقع الرسمي